# كلوستريديوم ثفالة الطحلب
كلوستريديوم ألجيفيسيس أو كلوستريديوم ثفالة الطحلب هي بكتيريا موجبة غرام عصوية الشكل من جنس كلوستريديوم عزلت من غثاء طحلبي متفكك من بحيرة تايهو في الصين.